# Szentkatalin
Szentkatalin es un pueblo ubicado en el distrito de Szentlőrinc, en el condado de Baranya, Hungría.

## Superficie
Posee una superficie de 13,31 kilómetros cuadrados.

## Demografía
Hasta 2019 la población era de 90 habitantes, con una densidad de población de 6,762 habitantes por kilómetro cuadrado.